# Бляшаний барабан (роман)
«Бляшаний барабан» (нім. Die Blechtrommel) — перший та найвідоміший роман німецького письменника Ґюнтера Ґрасса, який вийшов друком у 1959 році. Книга стала ядром серії «данцизька трилогія».
У романі Ґюнтер Ґрасс розгортає історію Німеччини від початку XX сторіччя до його середини, по суті, до часу написання роману. Найважливіші моменти цієї історії відбиваються в особливий спосіб у життєписах чотирьох поколінь данцизької міщанської родини, її родичів, знайомих, сусідів, тобто кола осіб, яке супроводжує кожного в його житті.
Екранізація роману 1979 р. мала великий успіх та отримала «Золоту пальмову гілку» Каннського кінофестивалю як найкращий фільм 1979 р. (фільм розділив нагороду з «Апокаліпсисом сьогодні» Ф. Ф. Копполи) та премію «Оскар» як найкращий фільм іноземною мовою.

## Історія написання
Ідея роману зародилася літом 1952 року під час подорожей Ґюнтера Ґрасса Францією. Ось як про це пише сам автор: «У банальній ситуації, по обіді я побачив серед дорослих, котрі пили каву, трирічного хлопчика з бляшаним барабаном. Мені впало в око й лишилося в пам'яті, як, забувши про все, трирічне дитя було захоплене цим інструментом, і як воно водночас ігнорувало світ дорослих (тих, що по обіді пили каву та базікали)».
Під цим враженням Ґрасс написав вірш, у якому вперше автор вигадує постать Оскара Мацерата. «…Поміж (я вважаю) вельми епігонських співів… — згадує він — виник довгий і розбухлий вірш, в якому Оскар Мацерат, ще до того, як він одержав це ім'я, виступав у ролі стовпника». Цей вірш, який досі так і не опублікований, став предвісником роману за сім років до його написання.
Після переїзду з дружиною до Парижа Ґрасс поринув у роботу над текстом майбутнього роману, над яким працював безперервно. Його дружина, друзі та знайомі були першими слухачами уривків і сторінок майбутнього твору в авторському виконанні. У цей час, як зізнається сам письменник, він приділяв дуже мало часу своїй дружині та синам-близнюкам, які саме тоді народилися.
Навесні 1958 року Ґюнтер Ґрасс відвідав Гданськ, місто, в якому він народився і зростав. Йому потрібні були свіжі враження для розділу, де йшлося про оборону від німців польської пошти в Гданську. Він хотів зустрітися зі свідками цієї героїчної і трагічної події, такої важливої для історії Польщі.
Історія виникнення роману описана автором у його статті «Ретроспективний погляд на „Бляшаний барабан“ — або автор як сумнівний свідок. Свідчення у власній справі».
«Бляшаний барабан» може видатись автобіографічним, проте на початку книги автор зазначає, що імена та події є вигаданими, а будь-які збіги з реальними — випадковістю. В основі роману лежать спогади Ґрасса з власного життя, проте свідомо перекручені, залишивши для читача лише оманливу подібність.

## Сюжет
Головним героєм книги є карлик на ім'я Оскар Мацерат, пацієнт психіатричної лікарні. Він народився в місті Данциг (нині Гданськ, Польща) в 1924 році. Оскільки батько вже розпланував Оскарове життя, той вирішив уникнути приготованої долі і за власним бажанням перестав рости у трирічному віці. Він зумисне впав зі сходів, що припинило подальший ріст. Оскар так і лишився трирічним на вигляд, ховаючись у своєму фальшивому дитинстві від огидного йому світу дорослих. Ніхто не сприймав Оскара серйозно, ніхто не приховував від нього всілякі непривабливі деталі життя. Тож змалку Оскар не мав жодних моральних табу.
Оскар не знав, хто його справжній батько, але зробив висновок, що це або чоловік його матері Альфред, члена нацистської партії, або її двоюрідний брат і коханець Ян, страчений німцями під час окупації Польщі. Після смерті матері Альфред одружився з Марією, жінкою, в яку Оскар був закоханий. Вона народила Курта, якого Оскар попри те називав власним сином. Він вважав, що Курт теж перестане рости в трирічному віці, але з розчаруванням усвідомив, що цього не буде. В три роки Оскар отримав у подарунок бляшаний барабан, який став його улюбленою іграшкою і супроводжував упродовж життя. Коли барабан зношувався, Оскар добував новий і всіляко захищав цю свою цінність.
Під час Другої світової війни Оскар приєднався до трупи карликів, які розважали німецьких солдатів на передовій. Коли його друге кохання, малу Росвіту, вбили війська союзників під час вторгнення в Нормандію, Оскар повернувся до своєї родини в Данциг. Там очолив молодіжну банду, але згодом Червона армія захопила місто. Альфред скоїв самогубство, щоб уникнути викриття, що він нацист, проковтнувши значок НСДАП. Оскар відчував провину за смерть обох своїх передбачуваних батьків (Яна вбили, коли він ішов поремонтувати бляшаний барабан, а Альфредовий партійний значок Оскар повернув на місце). Він поклявся собі ніколи більше не грати на барабані.
Після війни родина переїхала до Дюссельдорфа. Оскар перестав бути карликом, зробився дорослим чоловіком, але з дуже великим горбом. Він забажав жити самостійно, виготовляв надгробки, купив квартиру. Закохався в сусідку Доротею, бажав її спокусити, але ця затія зазнала невдачі. Музикант Клеп спонукав Оскара порушити клятву і знову зіграти на барабані. Потім разом з гітаристом Шолле та Клепом Оскар засновував джазовий гурт. Їхні виступи виявилися успішними, Оскар досягнув слави й багатства.
Одного разу, прогулюючись полем, Оскар знайшов відрізаний палець Доротеї з каблучкою, який зберігав, наче реліквію. Потім він познайомився з Вітляром, який свідчив проти нього в суді. Оскар взяв на себе вину за вбивство дідуся, що втонув, пливучи в Америку. В результаті — опинився в психіатричній лікарні, де став писати мемуари.